# Inner Life
Inner Life est un groupe de R&B existant de 1979 à 1986. Il est composé de trois femmes. Jocelyn Brown fait partie du groupe.

## Discographie

### Albums
- 1979 : I'm caught up
- 1980 : Inner life
- 1981 : Inner life II

### Singles
- 1981 : Ain't No Mountain High Enough